# Саламанка
Саламанка (шп. Salamanca) је град у западној Шпанији. Главни је град покрајине Саламанка, која се налази у аутономној заједници Кастиља и Леон. Има 160.331 становника према статистичким подацима из 2005. Позната је по универзитету основаном 1218. Стари град Саламанка је на Унесковој листи светске баштине.

## Универзитет у Саламанци
Алфонсо IX од Леона основао је 1218. универзитет у Саламанки. То је један од најстаријих универзитета уз онај у Паризу, Болоњи и Оксфорду. Под патронатом Алфонса X Мудрог битно је порастао углед и богатство универзитета (1252—1282). Факултети грађанскога и црквенога права привлачили су студенте из Париза и Болоње. Када је универзитет достигао свој зенит у 16. веку сваки пети становника Саламанке био је студент. Кристифор Колумбо је тада предавао о својим открићима. Ернан Кортес је био неуспешан студент. Мигел Сервантес је студирао у Саламанки. Антонио де Небриха (шп. Antonio de Nebrija) је 1492. издао прву граматику шпанског језика (шп. Gramática Castellana). Доминиканац Франсиско де Виторија је 1540. формулисао у Саламанки основу људских права.

## Историја
Саламанку је основало једно домородачко племе, пре римских освајања. Ту су основали једну од две најважније тврђаве на реци Дуеро. Ханибал је освојио Саламанку након опсаде у 3. веку п. н. е. Картагињани су град назвали Хелмантика (Helmantica). Град је постао комерцијално значајан за Картагињане. Римљани су освојили Саламанку 133. п. н. е. и Саламанка је била значајан трговачки центар. Саламанка се налазила на путу сребра. Алани су 409. заузели целу римску провинцију Луситанију, укључујући Саламанку. У 6. веку Саламанка прелази у руке Визигота. Саламанка долази под власт Мавара 712. за време Маварске инвазије Шпаније. Алфонсо VI од Кастиље је 1085. заузео Саламанку. Град је био подоста срушен током борби. Од 1102. поново је започело насељавање града.
Француска војска у доба Наполеона доживела је велики пораз 22. јула 1812. у бици код Саламанке. Тада је британско-португалска војска под командом војводе од Велингтона победила француску војску под командом маршала Огиста Мармона. Саламанка је тада имала велика разарања.
Саламанка је 1996. одређена као место где ће се налазити архив шпанског грађанскога рата. Тај архив је сакупио режим Франсиска Франка и селективно је прикупљан од разних организација и група. Каталонски део архива је ипак 2006. премештен, упркос протестима, у Барселону. Саламанка је 2002. била заједно са Брижом европска престолница културе.

## Становништво
Према процени, у граду је 2008. живело 155.740 становника.

| 1981.   | 1989.   | 1991.   | 2001.   | 2002.   |
| ------- | ------- | ------- | ------- | ------- |
| 153.981 | 162.888 | 162.888 | 156.368 | 156.368 |

## Знаменитости
Саламанка се сматра једним од најлепших ренесансних градова у Европи. Саламанка је добила назив „Златни град“, по специјалном песку од којега су изграђене фасаде многих грађевина. Тај златни сјај, који је јединствен у Шпанији добијен је помоћу песка из Виламајора, каменолома близу Саламанке. У свако доба године град је пун туриста. Стари град Саламанка је од 1988. на Унесковој листи светске баштине.
- Катедрала -Стара романичка катедрала основана је у 12. веку. „Нова“ катедрала, која се налази одмах уз стару катедралу грађена је у фазама од 1509. и комбинује касни готички стил са ренесансним стилом. Завршена је 1734. Аугустински манастир садржи гроб грофа и грофице од Монтереја.
- Главни трг (шп. Plaza Mayor) је саграђен у 18. веку у барокном стилу. Градња је започета 1729.
- Универзитет у Саламанки
- Манастир Сан Естебан (шп. Convento de San Esteban), доминикански манастир из 16. века
- Палата Монтереј из 1539.
- Каса де лас Кончас (шп. Casa de las Conchas) из 15. века у готском стилу

## Партнерски градови
- Коимбра
- Ним
- Вирцбург
- Бриж
- Буенос Ајрес
- Лас Палмас де Гран Канарија

## Галерија
- Главни трг
- Каса де лас Кончас
- Универзитет у Саламанци